# Ultraleichtfluggelände Mellenthin

i7
i11
i13
Das Ultraleichtfluggelände Mellenthin liegt in der Gemeinde Mellenthin im Landkreis Vorpommern-Greifswald in Mecklenburg-Vorpommern. Der Platzhalter und Betreiber ist der Usedomer Fliegerclub e. V.

## Lage
Das Ultraleichtfluggelände liegt etwa 1 km östlich der Ortsmitte von Mellenthin auf der Insel Usedom.

## Flugbetrieb
Das Ultraleichtfluggelände besitzt eine Betriebsgenehmigung für Ultraleichtflugzeuge, Hängegleiter, Personenfallschirme und Modellflugzeuge. Es ist mit einer 750 m langen und 30 m breiten Start- und Landebahn aus Gras (Richtung 12/30), einschließlich eines 300 m langen und 10 m breiten Streifens aus Beton, ausgestattet. Der Betonstreifen darf nicht benutzt werden. Das Ultraleichtfluggelände dient dem Betrieb mit Luftfahrzeugen des Platzhalters sowie Dritter mit vorheriger Zustimmung des Platzhalters (PPR). Es liegt innerhalb des Luftraums D CTR des Flughafens Heringsdorf. Sofern dieser Luftraum aktiv ist, ist eine Freigabe für den Anflug von Mellenthin einzuholen.

## Geschichte
Der Usedomer Fliegerclub e. V. wurde im November 1990 gegründet. Das Ultraleichtfluggelände Mellenthin wurde am 6. August 1993 genehmigt.